# Borredà
Borredà település Spanyolországban, Barcelona tartományban. Lakosainak száma 419 fő (2024).

## Földrajza
Borredà Alpens, Castell de l’Areny, Les Llosses, Lluçà, La Quar és Vilada községekkel határos.

## Népesség
A település lakosságának változását az alábbi diagram mutatja:
| Lakosok száma | 533  | 693  | 998  | 747  | 436  | 508  | 614  | 540  | 445  | 419  |
|               | 1717 | 1887 | 1936 | 1960 | 1986 | 2004 | 2009 | 2014 | 2019 | 2024 |